# Grammodes buchanani
Grammodes buchanani là một loài bướm đêm trong họ Erebidae.